# Zahariev Peak
Der Zahariev Peak (englisch; bulgarisch Захариев връх Sachariew wrach) ist ein felsiger, teilweise unvereister und 650 m hoher Berg an der Oskar-II.-Küste des Grahamlands auf der Antarktischen Halbinsel. Er ragt 3,9 km südlich des St. Angelariy Peak, 2,58 km nordwestlich des Chapanov Peak und 5,45 km ostnordöstlich des Jordanow-Nunataks im Metlichina Ridge auf. Der Punchbowl Glacier liegt nordöstlich und die Borima Bay südwestlich von ihm.
Britische Wissenschaftler kartierten ihn 1976. Die bulgarische Kommission für Antarktische Geographische Namen benannte ihn 2012 nach dem Meteorologen Wasil Sachariew (1929–2006), der zwischen 1967 und 1969 auf der sowjetischen Mirny-Station tätig war.